# Proasellus rectus
Proasellus rectus là một loài chân đều trong họ Asellidae. Loài này được Afonso miêu tả khoa học năm 1982.